# Kobieta w kapeluszu
Kobieta w kapeluszu – polski film obyczajowy z 1984 roku w reżyserii Stanisława Różewicza, kręcony w Łebie i Warszawie. Pierwszy film w dorobku Stanisława Różewicza, w którym reżyser był jedynym autorem scenariusza.
Podczas udźwiękowiania Kobiety w kapeluszu powstał pomysł na kolejny film Stanisława Różewicza, Anioł w szafie (1987). Autorem plakatu do filmu był Jan Młodożeniec.

## Opis fabuły
Główna bohaterka filmu, Ewa, jest młodą aktorką pracującą w teatrze. Gra manekina w Balu manekinów Brunona Jasieńskiego. Marzy o poważniejszych wyzwaniach aktorskich. Dowiaduje się, że reżyser Lewicki planuje wystawić Króla Leara i powierzyć jej rolę Kordelii. Rolę tytułową ma otrzymać Ziembiński, którego Ewa podziwia za to, że nie stracił godności przez lata przepracowane w zawodzie. Bohaterka z radością przygotowuje się do nowego zadania. Jednocześnie dzięki protekcji przyjaciółki Ewa otrzymuje epizodyczną rolę filmową, z której ostatecznie rezygnuje po bezskutecznej próbie dowiedzenia się od reżysera, jakie znaczenie ma grana przez nią kobieta w kapeluszu. W życiu osobistym bohaterka przeżywa trudne chwile: zrywa z narzeczonym, trudno jej się porozumieć z matką i ojczymem, poznaje prawdę o okolicznościach śmierci ojca. Ostatecznie rola Kordelii zostaje powierzona innej aktorce, zaś samo wystawienie Króla Leara nie dochodzi do skutku. W finałowej scenie filmu Ewa i Ziembiński idą nadmorskim brzegiem, jako król Lear i Kordelia, recytując strofy szekspirowskiego dramatu w strojach z epoki.

## Obsada
- Hanna Mikuć – Ewa
- Maria Czubasiewicz – Grabowska
- Marek Kondrat – reżyser Lewicki
- Barbara Dziekan – Jadwiga
- Mieczysław Grąbka – Rysio
- Wiesława Mazurkiewicz – matka Ewy
- Magdalena Wołłejko – Magda
- Paweł Wawrzecki – Zbyszek
- Henryk Machalica – Ziembiński
- Michał Juszczakiewicz – Feliks, chłopak Ewy
- Halina Bednarz – sekretarka
- Józef Zbiróg – dyrektor teatru
- Janina Nowicka – Marta
- Elżbieta Osterwa – Zofia Piotrowska
- Wanda Stanisławska-Lothe – Zielińska
- Marcin Troński – Orłowski
- Barbara Rachwalska – stara kobieta
- Wiktor Zborowski – aktor grający sędziego w „Balu manekinów”
- Gustaw Lutkiewicz – Dzidek

Źródło: Filmpolski.pl

## Odbiór
Według materiałów Prasowej Agencji Telewizyjnej film „pokazuje dylematy ludzi teatru, a szerzej – artystów. Wzniosłe wyobrażenia o powołaniu aktorskim konfrontuje z podławą codziennością tego zawodu, w której bardziej niż talent liczą się układy, a wrażliwość przegrywa w konkurencji z siłą”. Piotr Mirski pisze, że „film Stanisława Różewicza stanowi melancholijną opowieść o poszukiwaniu spełnienia w zdegradowanym świecie”. Zgodnie z interpretacją Waldemara Piątka „film ukazuje nierozwiązalny dylemat: od artysty wymaga się wrażliwości, ale w konkurencji zwycięża siła. Wzniosłe wyobrażenia o aktorstwie nie mają nic wspólnego z codziennością tego zawodu. Aktor ma być posłusznym wykonawcą, nie osobowością twórczą”. Ewa Nawój napisała o głównej bohaterce, że „jej idealizm i idealizm jej starego profesora zderzony zostaje z cynizmem reżysera, któremu, inaczej niż tym dwojgu pięknoduchom zakochanym w swoim zawodzie, nie zależy na sztuce. Ostatecznie idealiści są, co prawda, na pozycjach przegranych, ale są też moralnymi zwycięzcami”. Według Marka Hendrykowskiego Kobieta w kapeluszu „nie tykając bezpośrednią aluzją żadnego z doraźnych, przemijających aspektów jej głównego tematu – stanowi znakomite studium apatycznej atmosfery stanu wojennego: czasu odebranych człowiekowi i społeczeństwu nadziei”.
Filmowi poświęcony jest siódmy rozdział książki Moniki Maszewskiej-Łupiniak Rzeczywistość filmowa Stanisława Różewicza. Jak zauważa autorka, „w Kobiecie w kapeluszu powracają charakterystyczne dla twórczości Różewicza motywy, takie jak nadzieja, samotność, miłość, pamięć, odpowiedzialność. Głównym tematem filmu jest dojrzewanie i kształtowanie się tożsamości młodej kobiety. W opowiadaniu Różewicza odbywa się ono przez zderzanie bohaterki z rzeczywistymi sytuacjami, ale przede wszystkim przez konfrontowanie jej współczesnego życia z przeżyciami zachowanymi w pamięci”.

## Nagrody
- 1985: Stanisław Różewicz Grand Prix najlepszy film Festiwal Filmowy w Gdyni
- 1985: Stanisław Różewicz MFF Moskwa – wyróżnienie FIPRESCI
- 1985: Stanisław Różewicz Nagroda Ministra Kultury i Sztuki
- 1985: Stanisław Różewicz Srebrny Medal – MFF Moskwa
- 1985: Zygmunt Nowak – Festiwal Filmowy w Gdyni – nagroda za dźwięk

Źródło: Akademia polskiego filmu.
Nagroda indywidualna
W 1987 Hanna Mikuć otrzymała Nagrodę Artystyczną Młodych im. Stanisława Wyspiańskiego II stopnia w dziedzinie teatru za dotychczasowe osiągnięcia aktorskie, ze szczególnym uwzględnieniem kreacji w filmie „Kobieta w kapeluszu”.